# Ælnoth
Ælnoth fra Canterbury var en engelskfødt munk i Sankt Knuds Kloster i Odense. Her skrev han ca. 1110-13 et anseligt og betydningsfuldt skrift om Knud den Helliges liv og død. Det er på mange måder hovedkilden til Knuds historie.[kilde mangler] Skriftet er tilegnet kong Niels; det er affattet i tidens sædvanlige, noget svulstige, lærde stil, men røber en forholdsvis uhildet dom over Knud af et helgenlevned at være. Det er i det hele taget et værk af en dannet og belæst mand.[kilde mangler] Det er udgivet af M.Cl. Gertz i Vitæ sanctorum Danorum (1908-12) og oversat i H. Olrik: Danske Helgeners Levned (København 1893-94). Han er den første historiker i Danmark, hvis navn er overleveret.